# 뉴기니악어
뉴기니악어(New Guinea crocodile)는 뉴기니섬에서 발견되는 작은 종의 악어인데, 뉴기니섬에는 지리적으로 고립된 두 마리의 수가 산등성이의 북쪽과 남쪽을 따라 흐르고 있다. 과거에는 필리핀악어가 아종으로 포함되었지만, 오늘날 그들은 별개의 종으로 여겨진다. 뉴기니악어의 서식지는 대부분 민물 늪과 호수이다. 뉴기니악어는 물고기와 다양한 작은 동물들을 먹일 때 밤에 가장 활동적이다. 암컷 악어는 풀로 이루어진 둥지에 알을 낳고 둥지를 지키기 위해 근처에 누운다. 새로 부화한 청소년 악어들을 위한 부모의 보살핌이 어느 정도 있다. 이 악어는 20세기 중반에 귀중한 피부로 인해 과도한 수렵을 당했지만, 그 이후 보존 조치가 시행되었고, 목장에서 재배되었으며 국제 자연 보전 연맹(IUCN)이 이 악어를 "관심대상종"으로 지정했다.